# Alex Ball
Alex Ball ist ein US-amerikanischer Schauspieler.

## Leben
Ball stammt aus Pittsburgh im US-Bundesstaat Pennsylvania. Er machte seinen Bachelor of Arts mit Magna Cum Laude an der Berklee College of Music im Fach Musikproduktion und -technik. Als Fernsehdarsteller gab er 2004 in einer Episode der Fernsehserie Friends sein debüt und wirkte im selben Jahr im Fernsehfilm Weekends mit. Zwischen 2005 und 2006 spielte er in mehreren Episoden der Fernsehserie Joey in verschiedenen Rollen mit. Als ein Reporter spielte er in zwei Episoden der Fernsehserie Dr. Vegas mit. Auch in den 2010er Jahren spielte er in mehreren US-amerikanischen Fernsehserien, wie The Big Bang Theory, mit. Zwischen 2011 und 2014 verkörperte er die wiederkehrende Rolle des Reverend Campbell in der Fernsehserie Schatten der Leidenschaft. 2012 spielte er im Katastrophenfilm 40 Days and Nights in der Rolle des Welker mit. 2018 stellte er die größere Rolle des Roy Klumb im Fernsehfilm The Lover in the Attic dar.

## Filmografie (Auswahl)
- 2004: Friends (Fernsehserie, Episode 10x14)
- 2004: Weekends (Fernsehfilm)
- 2005: Cold Case – Kein Opfer ist je vergessen (Cold Case, Fernsehserie, Episode 2x21)
- 2005: Alias – Die Agentin (Alias, Fernsehserie, Episode 5x07)
- 2005–2006: Joey (Fernsehserie, 7 Episoden, verschiedene Rollen)
- 2006: Dr. Vegas (Fernsehserie, 2 Episoden)
- 2007: Gilmore Girls (Fernsehserie, Episode 7x15)
- 2007–2009: Rules of Engagement (Fernsehserie, 2 Episoden)
- 2008: Unhitched (Fernsehserie, Episode 1x05)
- 2009: Brothers & Sisters (Fernsehserie, Episode 4x01)
- 2010: All My Children (Fernsehserie, Episode 1x10343)
- 2010–2012: Cougar Town (Fernsehserie, 3 Episoden)
- 2011: Hot in Cleveland (Fernsehserie, Episode 3x04)
- 2011–2014: Schatten der Leidenschaft (The Young and the Restless, 5 Episoden)
- 2012: The Online Gamer (Fernsehserie, Episode 3x03)
- 2012: Hold Your Breath
- 2012: Layover (Fernsehfilm)
- 2012: 40 Days and Nights
- 2013: Die verzauberte Schneekugel (A Snow Globe Christmas, Fernsehfilm)
- 2013: The Haves and the Have Nots (Fernsehserie, Episode 5x08)
- 2013–2014: The Big Bang Theory (Fernsehserie, 2 Episoden)
- 2014: Chasing Life (Fernsehserie, Episode 1x08)
- 2014–2015: Ray Donovan (Fernsehserie, 2 Episoden, verschiedene Rollen)
- 2015: Ballers (Kurzfilm)
- 2015–2016: Odd Couple (The Odd Couple, Fernsehserie, 2 Episoden, verschiedene Rollen)
- 2016: Brooklyn Nine-Nine (Fernsehserie, Episode 3x16)
- 2017: Too Close to Home (Fernsehserie, Episode 2x07)
- 2017: American Housewife (Fernsehserie, Episode 1x21)
- 2017: The Fake News with Ted Nelms (Fernsehserie, Episode 1x01)
- 2018: Liza on Demand (Fernsehserie, Episode 1x08)
- 2018: The Lover in the Attic (The Lover in the Attic: A True Story, Fernsehfilm)
- 2018: Navy CIS (NCIS, Fernsehserie, Episode 16x08)
- 2018–2019: LapCat! (Fernsehserie, 5 Episoden, verschiedene Rollen)
- 2019: Veronica Mars (Fernsehserie, Episode 4x07)
- 2020: Deputy – Einsatz Los Angeles (Deputy, Fernsehserie, Episode 1x05)
- 2020: American Soul (Fernsehserie, Episode 2x02)
- 2020: Bob Hearts Abishola (Fernsehserie, Episode 2x02)
- 2022: Gaslit (Miniserie, Episode 1x04)
- 2022: Angelyne (Miniserie, Episode 1x02)
- 2023: Winning Time: Aufstieg der Lakers-Dynastie (Winning Time: The Rise of the Lakers Dynasty, Fernsehserie, Episode 2x07)

## Theater (Auswahl)
- Top Story! Weekly, iOWest
- House Improv Teams, iOWest, NOW Improv
- Without Annette, Regie: Jeff Doucette
- The Cat’s Meow, Dial M Productions
- New Comedy Adventure, National Comedy Theater
- The Music Man, Academy Players
- Guys and Dolls, Academy Players
- Godspell, Academy Players